# Beaurepaire-sur-Sambre
Pour les articles homonymes, voir Beaurepaire et Sambre.
Beaurepaire-sur-Sambre est une commune française située dans le département du Nord, en région Hauts-de-France.

## Géographie

### Description
Beaurepaire-sur-Sambre se situe dans le sud-est du département du Nord (Hainaut) en plein cœur du Parc naturel régional de l'Avesnois. L'Avesnois est connu pour ses prairies, son bocage et son relief un peu vallonné dans sa partie sud-est (début des contreforts des Ardennes), dite « petite Suisse du Nord ».
Beaurepaire-sur-Sambre fait partie administrativement de l'Avesnois, historiquement du Hainaut et ses paysages rappellent la Thiérache.
La commune se trouve à 96 km de Lille (préfecture du Nord), à 118 km de Reims, à 123 km de Bruxelles, à 46 km de Valenciennes, à 60 km  de Mons, à 68 km de Charleroi, à 33 km de Maubeuge, à 22 km de Fourmies, à 13 km d'Avesnes-sur-Helpe (sous-préfecture), à 10 km de Maroilles et six kilomètres de Cartignies.
Beaurepaire se trouve à 20 km de la Belgique et jouxte le département de l'Aisne.

### Communes limitrophes
|                    | Petit-Fayt              |            |
| Prisches           | Beaurepaire-sur-Sambre  | Cartignies |
| Barzy-en-Thiérache | Le Nouvion-en-Thiérache | Fontenelle |

### Hydrographie

#### Réseau hydrographique
La commune est située dans le bassin Artois-Picardie. Elle est drainée par la rivière Sambre, la Rivièrette ou Sambre, le Gravier et le ruisseau d'Air,,.
La rivière Sambre, d'une longueur de 17 km, prend sa source dans la commune de Fontenelle et se jette  dans divers bras de décharge, confluence du canal de la Sambre à l'Oise au Bassin d'alimentation de Fesmy à Rejet-de-Beaulieu, après avoir traversé huit communes.

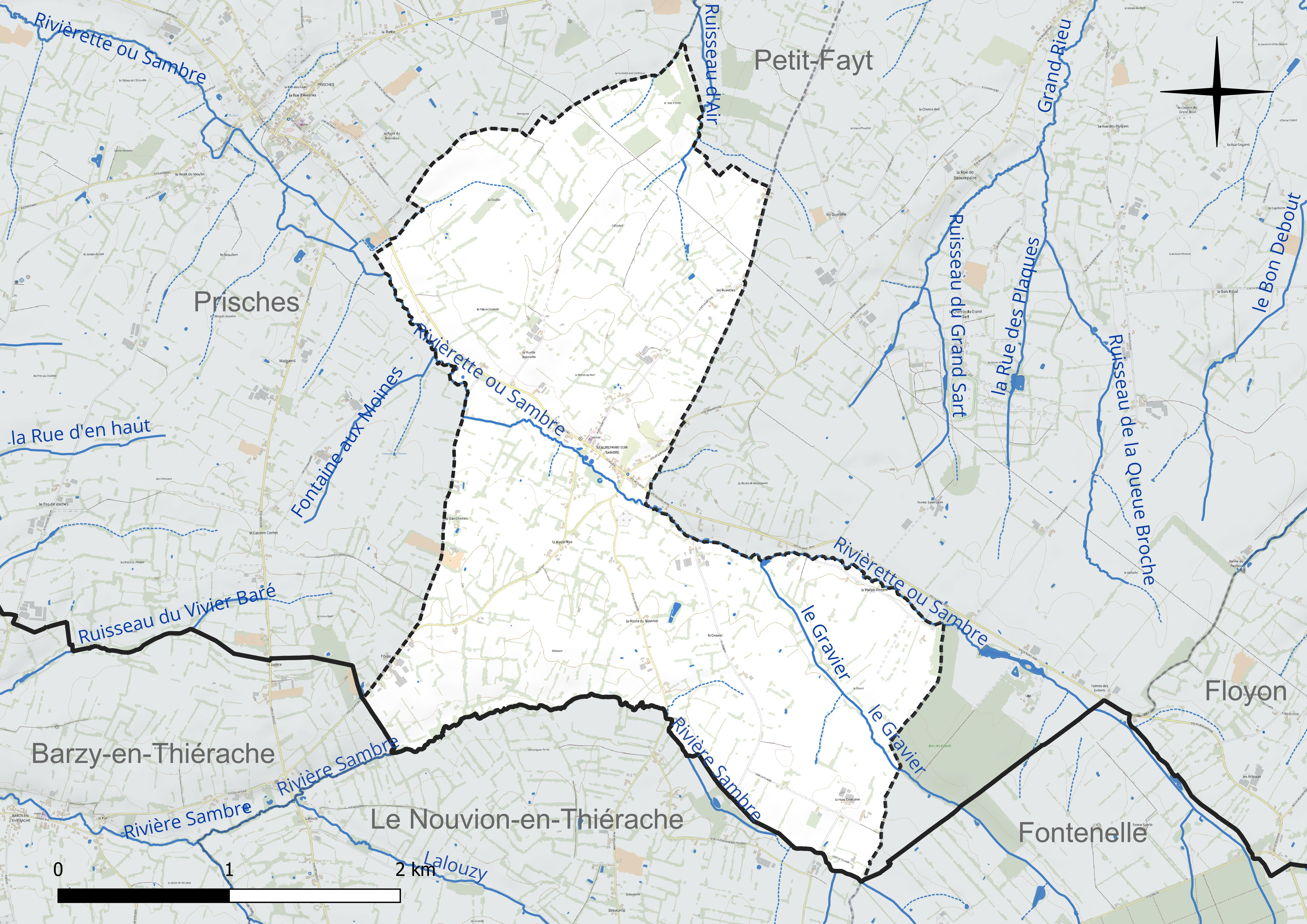
Réseau hydrographique de Beaurepaire-sur-Sambre.

La Rivièrette, d'une longueur de 20 km, prend sa source dans la commune de Fontenelle et se jette  dans la Sambre canalisée à Landrecies, après avoir traversé six communes.

#### Gestion et qualité des eaux
Le territoire communal est couvert par le schéma d'aménagement et de gestion des eaux (SAGE) « Sambre ». Ce document de planification concerne un territoire de 1 253 km2 de superficie, délimité par le bassin versant de la Sambre. Le périmètre a été arrêté le 1er novembre 2003 et le SAGE proprement dit a été approuvé le 21 septembre 2012, puis modifié le 18 août 2022. La structure porteuse de l'élaboration et de la mise en œuvre est le syndicat mixte du Parc naturel régional de l'Avesnois.
La qualité des cours d'eau peut être consultée sur un site dédié géré par les agences de l'eau et l'Agence française pour la biodiversité.

### Climat
Pour des articles plus généraux, voir Climat des Hauts-de-France et Climat du Nord.
En 2010, le climat de la commune est de type climat des marges montargnardes, selon une étude du CNRS s'appuyant sur une série de données couvrant la période 1971-2000. En 2020, Météo-France publie une typologie des climats de la France métropolitaine dans laquelle la commune est exposée à un climat océanique altéré et est dans la région climatique Nord-est du bassin Parisien, caractérisée par un ensoleillement médiocre, une pluviométrie moyenne régulièrement répartie au cours de l'année et un hiver froid (3 °C).
Pour la période 1971-2000, la température annuelle moyenne est de 9,6 °C, avec une amplitude thermique annuelle de 14,8 °C. Le cumul annuel moyen de précipitations est de 888 mm, avec 12,7 jours de précipitations en janvier et 10 jours en juillet. Pour la période 1991-2020, la température moyenne annuelle observée sur la station météorologique la plus proche, située sur la commune de Saint-Hilaire-sur-Helpe à 11 km à vol d'oiseau, est de 10,5 °C et le cumul annuel moyen de précipitations est de 802,4 mm,. Pour l'avenir, les paramètres climatiques de la commune estimés pour 2050 selon différents scénarios d'émission de gaz à effet de serre sont consultables sur un site dédié publié par Météo-France en novembre 2022.

## Urbanisme

### Typologie
Au 1er janvier 2024, Beaurepaire-sur-Sambre est catégorisée commune rurale à habitat dispersé, selon la nouvelle grille communale de densité à sept niveaux définie par l'Insee en 2022.
Elle est située hors unité urbaine et hors attraction des villes,.

### Occupation des sols
L'occupation des sols de la commune, telle qu'elle ressort de la base de données européenne d'occupation biophysique des sols Corine Land Cover (CLC), est marquée par l'importance des territoires agricoles (95,8 % en 2018), une proportion identique à celle de 1990 (95,8 %). La répartition détaillée en 2018 est la suivante : 
prairies (89,3 %), terres arables (5,4 %), zones urbanisées (4,1 %), zones agricoles hétérogènes (1,1 %), forêts (0,1 %). L'évolution de l'occupation des sols de la commune et de ses infrastructures peut être observée sur les différentes représentations cartographiques du territoire : la carte de Cassini (XVIIIe siècle), la carte d'état-major (1820-1866) et les cartes ou photos aériennes de l'IGN pour la période actuelle (1950 à aujourd'hui).

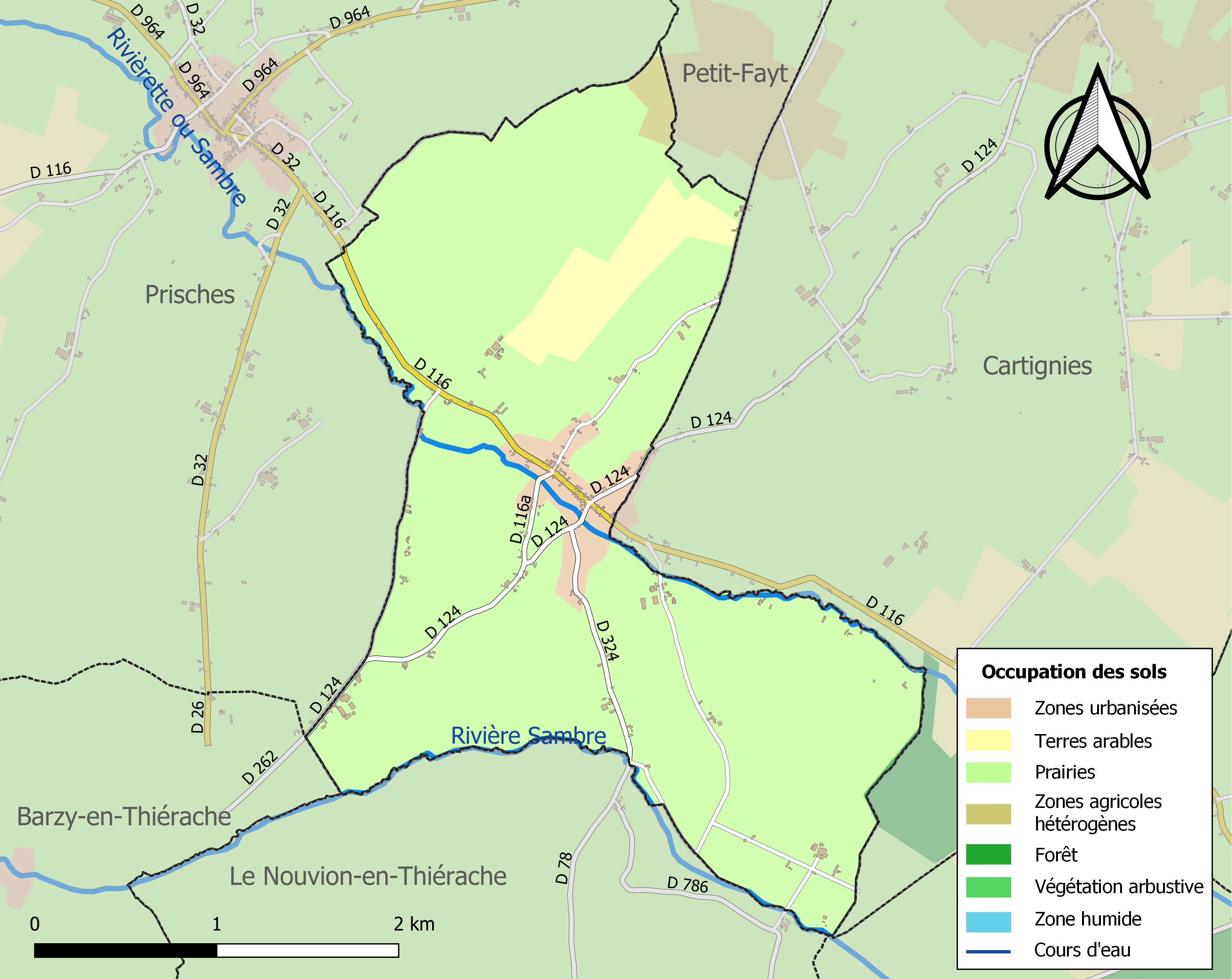
Carte des infrastructures et de l'occupation des sols de la commune en 2018 (CLC).

### Habitat et logement
En 2019, le nombre total de logements dans la commune était de 124, alors qu'il était de 121 en 2014 et de 113 en 2009.
Parmi ces logements, 83,1 % étaient des résidences principales, 8,1 % des résidences secondaires et 8,9 % des logements vacants. Ces logements étaient pour 94,4 % d'entre eux des maisons individuelles et pour 4,8 % des appartements.
Le tableau ci-dessous présente la typologie des logements à Beaurepaire-sur-Sambre en 2019 en comparaison avec celle du Nord et de la France entière. Une caractéristique marquante du parc de logements est ainsi une proportion de résidences secondaires et logements occasionnels (8,1 %) supérieure à celle du département (1,6 %) et à celle de la France entière (9,7 %). Concernant le statut d'occupation de ces logements, 74,8 % des habitants de la commune sont propriétaires de leur logement (74,3 % en 2014), contre 54,7 % pour le Nord et 57,5 pour la France entière.
| Typologie                                               | Beaurepaire-sur-Sambre | Nord | France entière |
| ------------------------------------------------------- | ---------------------- | ---- | -------------- |
| Résidences principales (en %)                           | 83,1                   | 90,6 | 82,1           |
| Résidences secondaires et logements occasionnels (en %) | 8,1                    | 1,6  | 9,7            |
| Logements vacants (en %)                                | 8,9                    | 7,8  | 8,2            |

## Toponymie
- Etymologie : Beaurepaire : Sens du toponyme, le « bel abri », le « beau séjour ».

Si le centre du village est traversé par la Riviérette, le Ruisseau de France, constituant le haut cours de la Sambre, marque la limite sud de la commune. Toutefois, cela n'explique pas le nom, car avant la création du Canal de la Sambre à l'Oise, c'était l'Ancienne Sambre ou Morteau qui en constituait la première section. Beaurepaire n'est donc vraiment pas sur la Sambre mais sur son affluent. Cela dit, la Riviérette est aussi appelée "petite Sambre", ce qui explique son nom.

## Histoire

### Moyen Âge
- 843 : avec le traité de Verdun, le partage de l'empire carolingien entre les trois petits-fils de Charlemagne octroie à Lothaire I, la Francie médiane qui comprend le Hainaut dont fait partie le village.
- 855 : avec le traité de Prüm qui partage la Francie médiane entre les trois fils de Lothaire I, le Hainaut est rattaché à la Lotharingie dont hérite Lothaire II.
- 870 : avec le traité de Meerssen après la mort de Lothaire II, une partie de la Lotharingie dont fait partie le Hainaut est rattachée à la Francie occidentale.
- 880 : avec le traité de Ribemont en 880, le Hainaut est rattaché à la Francie orientale qui deviendra le Saint-Empire romain germanique en 962.

L'origine du village provient du défrichement de la forêt "Haie de Cartignies" à la limite de l'ancienne frontière française au début du XIIe siècle. La paroisse est attestée en 1186. À la fin du XIIe siècle, le village revient à Guillaume de Saint-Omer. En 1622, le territoire devient un comté sur décision de Philippe IV.

## Politique et administration

### Rattachements administratifs et électoraux

#### Rattachements administratifs
La commune se trouve dans l'arrondissement d'Avesnes-sur-Helpe du département du Nord.
Elle faisait partie depuis 1801du canton d'Avesnes-sur-Helpe. Dans le cadre du redécoupage cantonal de 2014 en France, cette circonscription administrative territoriale a disparu, et le canton n'est plus qu'une circonscription électorale.

#### Rattachements électoraux
Pour les élections départementales, la commune fait partie depuis 2014 du canton d'Avesnes-sur-Helpe
Pour l'élection des députés, elle fait partie de la quatrième circonscription de l'Oise.

### Intercommunalité
Beaurepaire-sur-Sambre était membre de la communauté de communes rurales des Deux Helpes, un établissement public de coopération intercommunale (EPCI) à fiscalité propre créé fin 1992 et auquel la commune avait transféré un certain nombre de ses compétences, dans les conditions déterminées par le code général des collectivités territoriales.
Cette intercommunalité a fusionné avec ses voisines  pour former, le 30 mai 2013, la communauté de communes du Cœur de l'Avesnois dont est désormais membre la commune.

### Liste des maires
Maire en 1939 : Godfrin.
| Période                                  | Période                       | Identité       | Étiquette | Qualité                                     |
| ---------------------------------------- | ----------------------------- | -------------- | --------- | ------------------------------------------- |
| Les données manquantes sont à compléter. |                               |                |           |                                             |
| avant 1802                               | 1808                          | Nicolas Guerit |           |                                             |
| Les données manquantes sont à compléter. |                               |                |           |                                             |
| mars 2001                                | 8 juin 2012                   | Daniel Mercier |           | Mort en fonction                            |
| septembre 2012                           | En cours (au 2 décembre 2021) | Pierrick Foret |           | Agriculteur Réélu pour le mandat 2020-2026, |

## Équipements et services publics

### Enseignement
Beaurepaire-sur-Sambre fait partie de l'académie de Lille.

## Population et société

### Démographie

#### Évolution démographique
L'évolution du nombre d'habitants est connue à travers les recensements de la population effectués dans la commune depuis 1793. Pour les communes de moins de 10 000 habitants, une enquête de recensement portant sur toute la population est réalisée tous les cinq ans, les populations de référence des années intermédiaires étant quant à elles estimées par interpolation ou extrapolation. Pour la commune, le premier recensement exhaustif entrant dans le cadre du nouveau dispositif a été réalisé en 2004.

En 2022, la commune comptait 277 habitants, en évolution de +7,78 % par rapport à 2016 (Nord : +0,51 %, France hors Mayotte : +2,11 %).
| 1793 | 1800 | 1806 | 1821 | 1831 | 1836 | 1841 | 1846 | 1851 |
| ---- | ---- | ---- | ---- | ---- | ---- | ---- | ---- | ---- |
| 446  | 454  | 520  | 553  | 608  | 651  | 591  | 571  | 565  |

| 1856 | 1861 | 1866 | 1872 | 1876 | 1881 | 1886 | 1891 | 1896 |
| ---- | ---- | ---- | ---- | ---- | ---- | ---- | ---- | ---- |
| 555  | 558  | 558  | 492  | 456  | 438  | 428  | 398  | 431  |

| 1901 | 1906 | 1911 | 1921 | 1926 | 1931 | 1936 | 1946 | 1954 |
| ---- | ---- | ---- | ---- | ---- | ---- | ---- | ---- | ---- |
| 450  | 447  | 431  | 412  | 398  | 365  | 354  | 381  | 379  |

| 1962 | 1968 | 1975 | 1982 | 1990 | 1999 | 2004 | 2006 | 2009 |
| ---- | ---- | ---- | ---- | ---- | ---- | ---- | ---- | ---- |
| 391  | 347  | 327  | 251  | 266  | 258  | 248  | 244  | 253  |

| 2014 | 2019 | 2022 | - | - | - | - | - | - |
| ---- | ---- | ---- | - | - | - | - | - | - |
| 252  | 266  | 277  | - | - | - | - | - | - |

#### Pyramide des âges
La population de la commune est relativement jeune.
En 2018, le taux de personnes d'un âge inférieur à 30 ans s'élève à 35,4 %, soit en dessous de la moyenne départementale (39,5 %). À l'inverse, le taux de personnes d'âge supérieur à 60 ans est de 22,2 % la même année, alors qu'il est de 22,5 % au niveau départemental.
En 2018, la commune comptait 134 hommes pour 129 femmes, soit un taux de 50,95 % d'hommes, largement supérieur au taux départemental (48,23 %).
Les pyramides des âges de la commune et du département s'établissent comme suit.
| Hommes | Classe d’âge | Femmes |
| ------ | ------------ | ------ |
| 0,7    | 90 ou +      | 3,1    |
| 8,1    | 75-89 ans    | 6,2    |
| 11,8   | 60-74 ans    | 14,6   |
| 18,4   | 45-59 ans    | 16,9   |
| 25,0   | 30-44 ans    | 24,6   |
| 10,3   | 15-29 ans    | 9,2    |
| 25,7   | 0-14 ans     | 25,4   |

| Hommes | Classe d’âge | Femmes |
| ------ | ------------ | ------ |
| 0,5    | 90 ou +      | 1,4    |
| 5,3    | 75-89 ans    | 8,1    |
| 14,8   | 60-74 ans    | 16,2   |
| 19,1   | 45-59 ans    | 18,4   |
| 19,5   | 30-44 ans    | 18,7   |
| 20,7   | 15-29 ans    | 19,1   |
| 20,2   | 0-14 ans     | 18     |

## Culture et patrimoine

### Lieux et monuments
- L'église des XVIIe et XVIIIe siècles dédiée à Saint Jean-Baptiste. Après le traité d'Aix-la-Chapelle, l'église est reconstruite[18].
- Monument aux morts 1914-1918.
- 15 chapelles-oratoires de pierre.

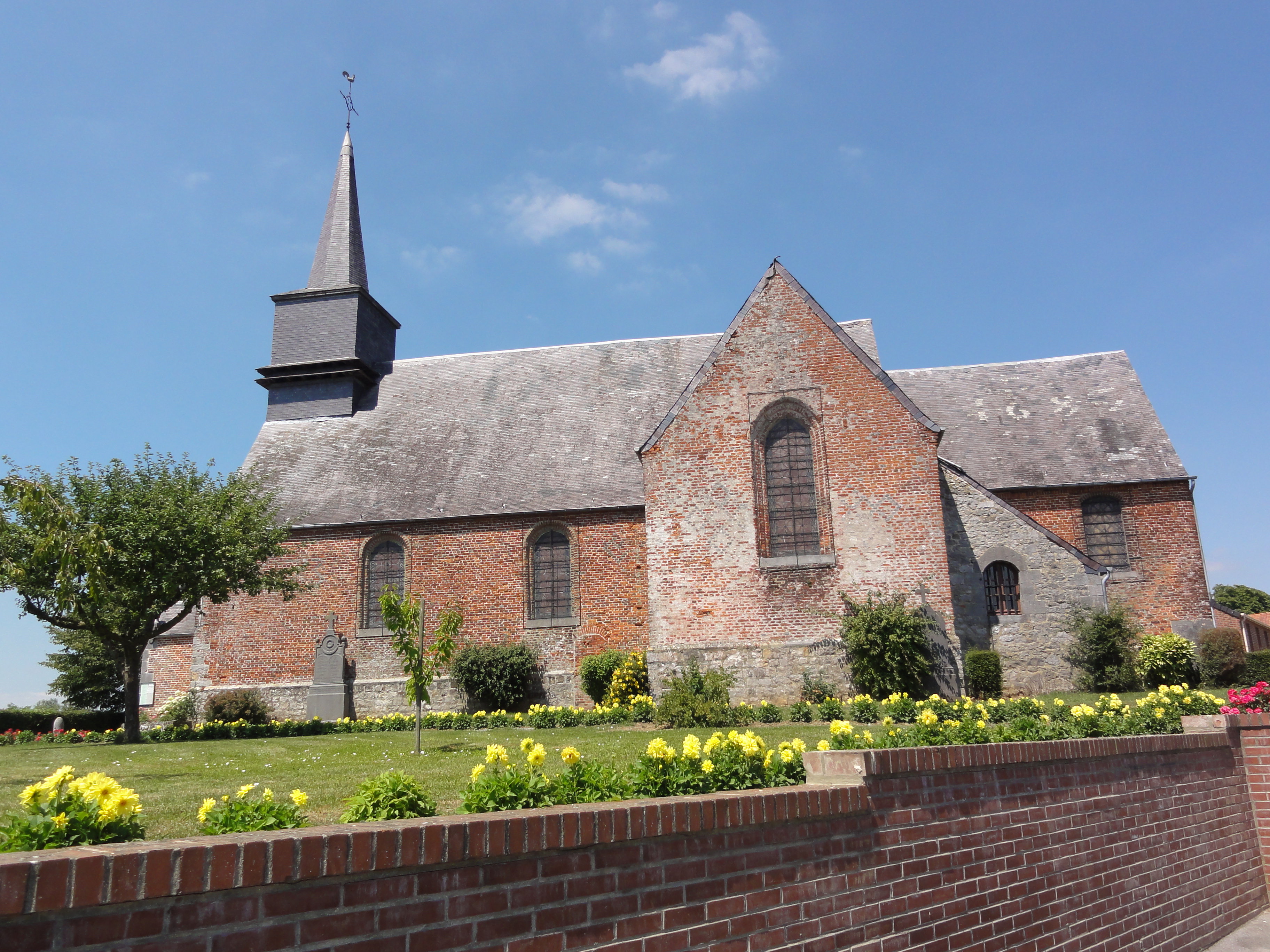
L'église Saint-Jean-Baptiste
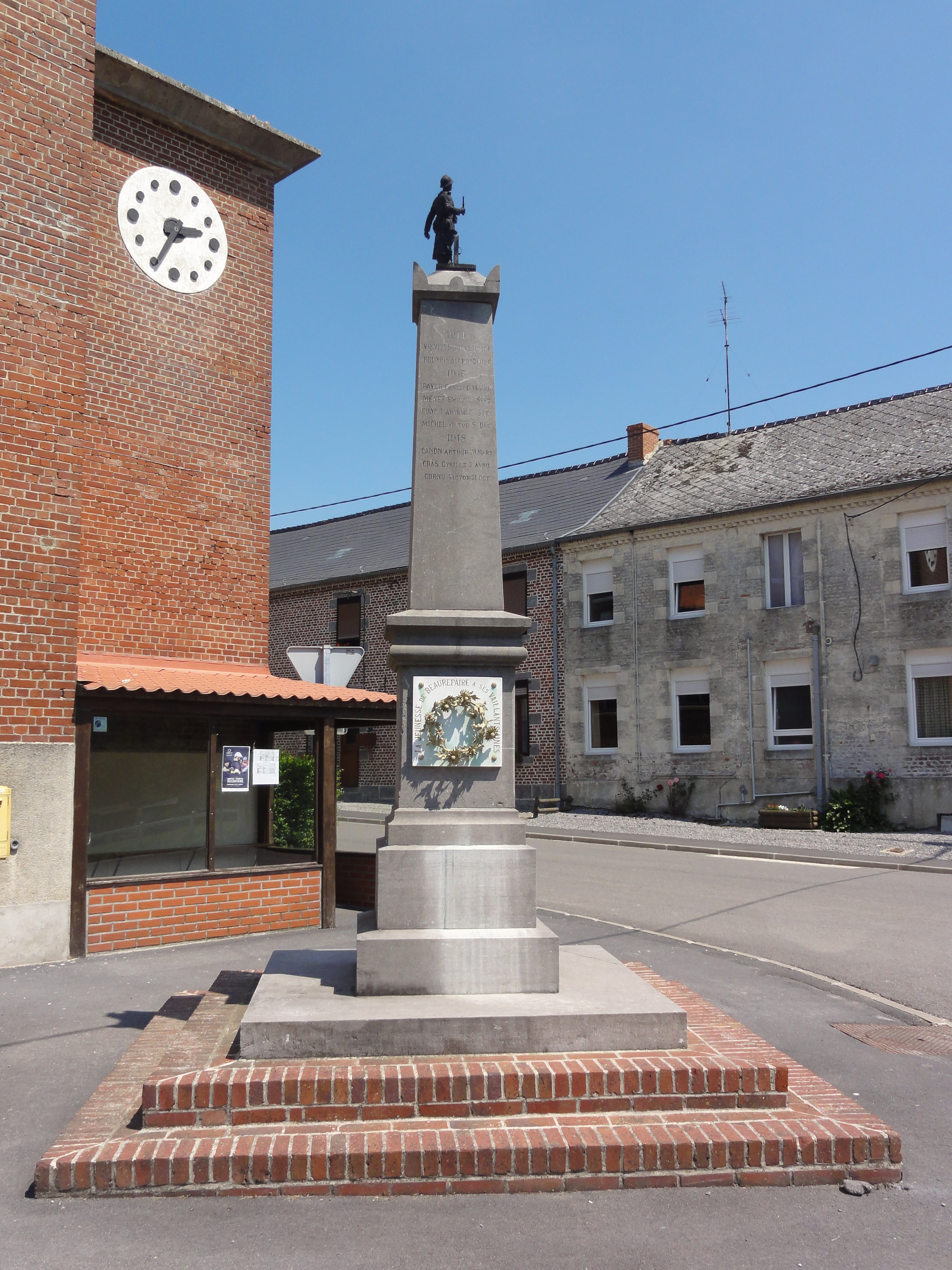
Monument aux morts
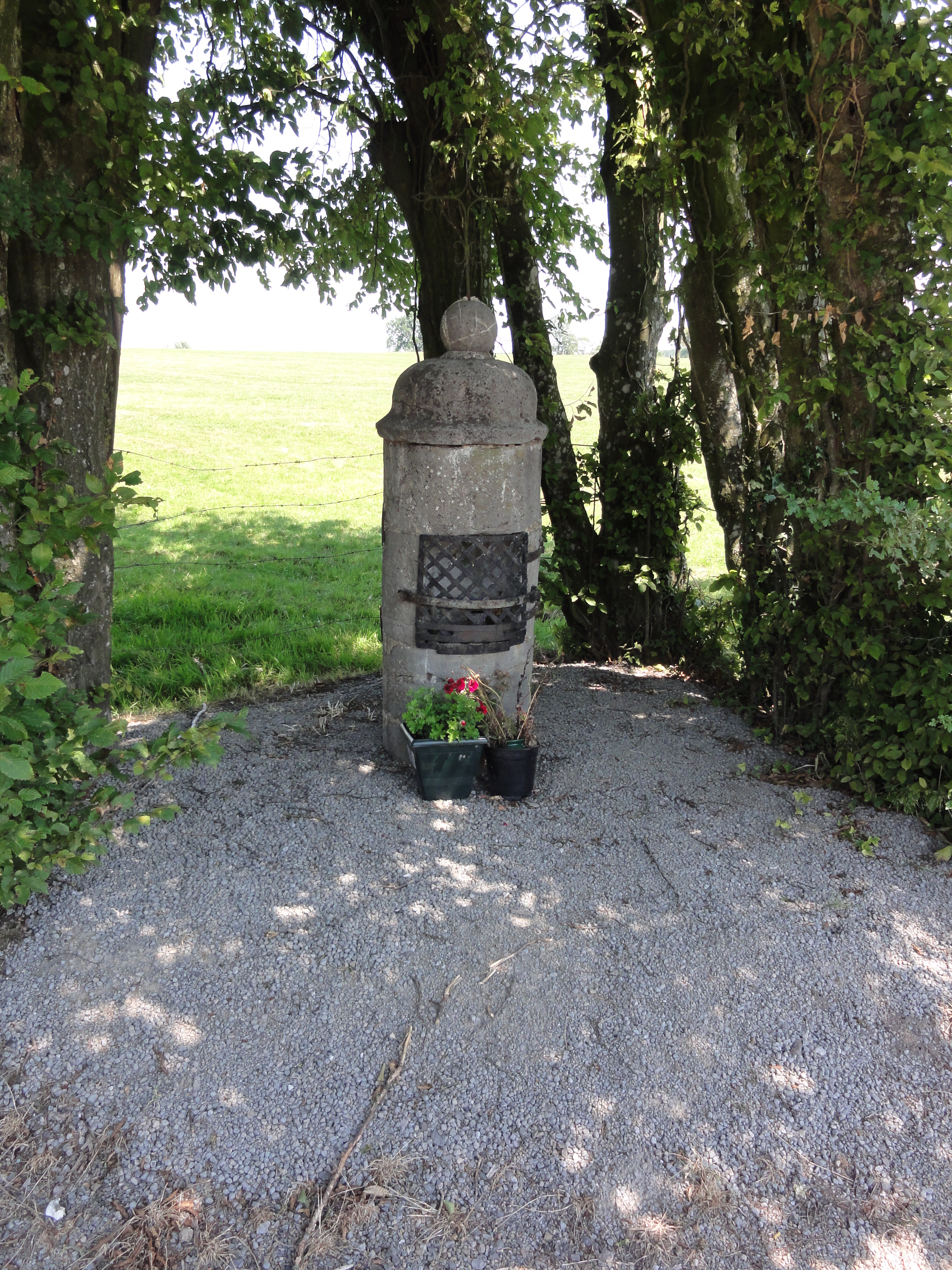
Chapelle, D 116
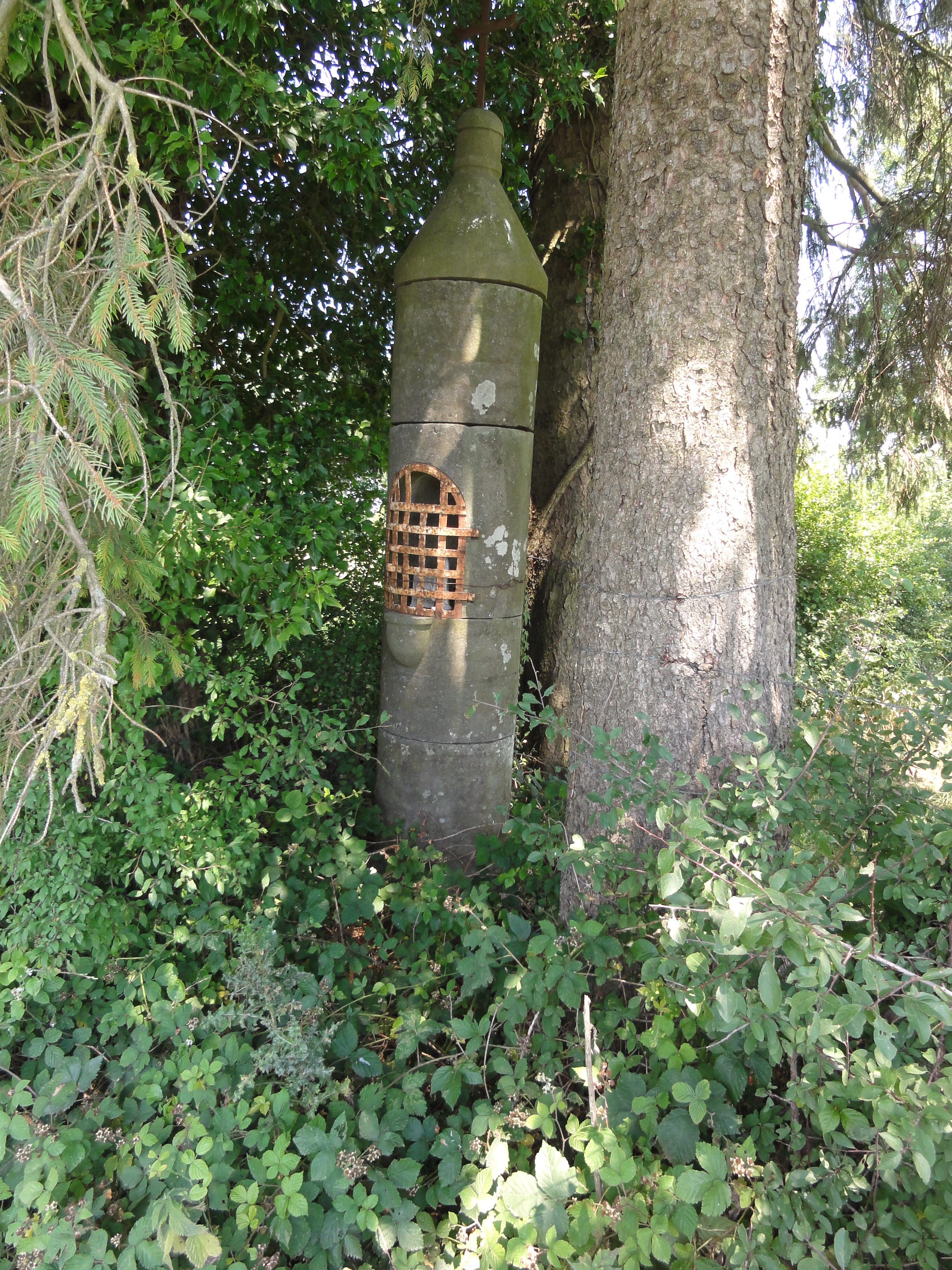
Chapelle, D 324

## Héraldique
| Blason de Beaurepaire-sur-Sambre | Blason  | D'azur à une fasce d'or.                         |
| Blason de Beaurepaire-sur-Sambre | Détails | Le statut officiel du blason reste à déterminer. |

## Pour approfondir